# 舊巴桑
50°38′41″N 31°29′26″E / 50.64472°N 31.49056°E
舊巴桑（羅馬化：Stara Basan）是位於烏克蘭北部切爾尼戈夫州裏尼任區的村莊，始建於1196年，面積6.9平方公里，海拔高度120米，2006年人口1,042，人口密度每平方公里178人。